# Acrotomus succinctus

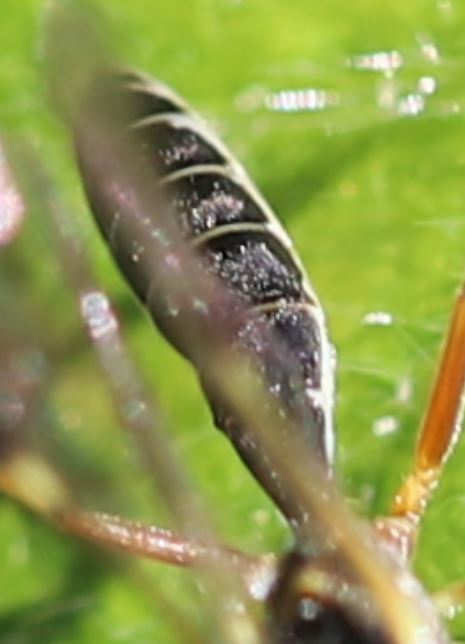
Hinterleib

Acrotomus succinctus ist eine Schlupfwespe aus der Unterfamilie der Tryphoninae. Die Art wurde von Carl Gravenhorst 1829 erstbeschrieben. Das Art-Epitheton succinctus kommt aus dem Lateinischen und bedeutet „bereit“ oder „gerüstet“. In Mitteleuropa kommt aus der Gattung Acrotomus noch Acrotomus lucidulus vor.

## Merkmale
Die zu den kleineren Schlupfwespen gehörende Art erreicht Größen von etwa 5–7 mm. Kopf, Thorax und Hinterleib der Schlupfwespen sind überwiegend schwarz gefärbt. Gesicht, Clypeus, Mandibeln sowie die Wangen sind gelb gefärbt. Der Vorderrand des Pronotums, die Tegulae, die Flügelbasis, die hinteren Ecken des Pronotums, Teile des Schildchens, das Metascutellum sowie die vorderen und mittleren Coxae und Trochanteren sind gelb. Die hinteren Coxae, Trochanteren und Femora sowie die vorderen und mittleren Femora und Tibien sind gelbbraun gefärbt. Die hinteren Tibien sowie die Tarsen sind gewöhnlich verdunkelt. Die Tergite 2 bis 6 weisen einen schmalen gelben Hinterrand auf. Die seitlichen Ränder der hinteren Hinterleibssegmente sind bei beiden Geschlechtern gelblich. Die Ventralseite des Hinterleibs ist bei den Männchen gelb, bei den Weibchen braun gefärbt. Der Legestachel der Weibchen ragt über das Hinterleibsende hinaus. Der Scapus ist ungefähr 1,7-mal so lang wie breit. Die ersten drei Geißelglieder besitzen ein Längenverhältnis von 25:15:14. Die Vorderflügel weisen eine charakteristische Flügeladerung mit einer kleinen rechtecksförmigen Areola auf. Das basale Ende des Pterostigma ist gelb. Die Eier der Schlupfwespen sind bräunlich gefärbt.

## Verbreitung
Acrotomus succinctus ist in Europa weit verbreitet. Das Vorkommen reicht von Fennoskandinavien und den Britischen Inseln im Norden bis in den Mittelmeerraum und nach Nordafrika. Außerdem kommt die Art in Kleinasien, im Nahen Osten und in der Orientalis (Pakistan, Indien) sowie in der Nearktis (Nordamerika) vor.

## Lebensweise
Die Schlupfwespen beobachtet man gewöhnlich in Heckenbiotopen. Die Flugzeit dauert von Mai bis Ende Oktober. Zu den Wirtsarten der Schlupfwespen zählen verschiedene Pflanzenwespen. Das Weibchen platziert ein Ei an der Afterraupe. Die geschlüpfte Schlupfwespenlarve parasitiert ihre Wirtslarve.